# گمینا سکژشوو
گمینا سکژشوو (به لهستانی:  Gmina Skrzyszów) یک گمینا در لهستان است که در شهرستان تارنوف واقع شده‌است. گمینا سکژشوو ۸۶٫۲۳ کیلومتر مربع مساحت و ۱۳٬۰۲۲ نفر جمعیت دارد.